# Ibrahim Alma
Ibrahim Alma (tiếng Ả Rập: ابراهيم عالمة ; sinh ngày 18 tháng 10 năm 1991 ở Umm al-'Adam, Homs, Syria) là một cầu thủ bóng đá Syria. Anh thi đấu ở vị trí Thủ môn cho câu lạc bộ Al-Horgelah ở Giải bóng đá ngoại hạng Syria.